# Deutsche Poolbillard-Meisterschaft 1987 (Herren)
Die Deutsche Poolbillard-Meisterschaft 1987 war die 13. Austragung zur Ermittlung der nationalen Meistertitel der Herren in der Billardvariante Poolbillard. Sie wurde in Kempen ausgetragen.
Es wurden die Deutschen Meister in den Disziplinen 14/1 endlos, 8-Ball, 9-Ball und 8-Ball-Pokal ermittelt.

## Medaillengewinner
| Disziplin    | Gold                                    | Silber                              | Bronze                              | 4. Platz                          |
| ------------ | --------------------------------------- | ----------------------------------- | ----------------------------------- | --------------------------------- |
| 14/1 endlos  | Tony Deigner (PBC Oftersheim)           | Norbert Lang (PBF Pirmasens)        | Edgar Nickel (BCV Kaiserslautern)   | Thomas Engert (BC Alsdorf)        |
| 8-Ball       | Hajo Lüdtke (PBC Anrath)                | Günter Geisen (Rot-Weiß Oberhausen) | Rudi Zick (PBC Rot-Gelb Stolberg)   |                                   |
| 9-Ball       | Norbert Lang (PBF Pirmasens)            | Thomas Engert (BC Alsdorf)          | Tony Deigner (PBC Oftersheim)       | Rudi Zick (PBC Rot-Gelb Stolberg) |
| 8-Ball-Pokal | Albert Leibenguth (PBC Fortuna Bexbach) | Charlie Losh (BC Neckarsulm)        | Günter Geisen (Rot-Weiß Oberhausen) | Roland Naymann (PBC Anrath)       |